# Хонхолой (Бичурський район)
Хонхолой (рос. Хонхолой) — улус Бичурського району, Бурятії Росії. Входить до складу Сільського поселення Хонхолойське.
Населення — 402 особи (2015 рік).